# John Allan Hobson
John Allan Hobson (Hartford, 3 giugno 1933 – East Burke, 7 luglio 2021) è stato uno psichiatra statunitense, conosciuto per le sue ricerche sul sonno REM.
È professore emerito di Psichiatria alla Harvard Medical School, e professore del dipartimento di Psichiatria presso il Beth Israel Deaconess Medical Center.
È morto il 7 luglio 2021 per cause naturali nella sua residenza a East Burke in Vermont.

## Biografia
Hobson è cresciuto a Hartford, nel Connecticut. Nel 1955 ha ottenuto la sua laurea presso la Wesleyan University. Quattro anni più tardi ha conseguito la sua laurea in medicina presso la Harvard Medical School. Nel 1960 presta servizio come psichiatra presso il Centro di Salute Mentale Massachusetts per un anno. Hobson poi si trasferì in Francia e lavorò come membro speciale presso l'Istituto Nazionale di Salute Mentale del Dipartimento di Fisiologia presso l'Università di Lione.
Al suo rientro negli Stati Uniti, tornò al reparto di psichiatria presso il Centro di Salute Mentale Massachusetts di Boston fino al 1966.
Ha lavorato in numerosi ospedali e laboratori di ricerca nel corso degli anni ed è attualmente il direttore del Laboratorio di Neurofisiologia presso il Massachusetts Mental Health Center.
Ha ricevuto quattro riconoscimenti per i suoi studi:
- L'ammissione al Medical Society Boylston
- The Benjamin Rush Gold Medal for Best Scientific Exhibit
- È Membro onorario della American Psychiatric Association dal 1978.
- Il premio come eminente scienziato nel 1998 dalla Società di Ricerca per il Sonno

## Gli studi: l'origine dei sogni e la contestazione delle teorie freudiane
Hobson è specializzato nel quantificare gli eventi mentali e la loro correlazione con eventi cerebrali, con particolare riferimento alla veglia, il sonno e il sogno. Secondo i suoi studi, i sogni sono creati quando gli impulsi neuronali generati casualmente dal tronco encefalico raggiungono la corteccia cerebrale durante il sonno REM. La corteccia tenta di dare un senso agli input casuali che sta ricevendo, e questa genera i sogni.
Hobson respinge con forza l'idea che i sogni esprimano necessariamente significati profondi o nascosti. A suo parere, L'interpretazione dei sogni di Sigmund Freud è completamente infondata..

## Opere
Allan Hobson ha pubblicato in America diversi libri che si riferiscono alla salute mentale e alla ricerca sui sogni. Solo alcuni titoli sono reperibili in traduzione italiana, tra i quali:
- 1986, La macchina dei sogni, Giunti Editore.
- 2011, Sognare. Una nuova visione mente-cervello, Di Renzo Editore.
- 2018, Sogni[2], Oxford University Press, in collaborazione con Mind.